# Maizières (Passo di Calais)
Maizières è un comune francese di 168 abitanti situato nel dipartimento del Passo di Calais nella regione dell'Alta Francia.

## Storia

### Simboli
Lo stemma comunale riprende l'arma di  Guiot (o Wiot) de Maizières, che fu signore del luogo nel XIV secolo. Il suo simbolo del 1342 è menzionato, senza la descrizione degli smalti, in un inventario di sigilli dell'Artois del 1877.

## Società

### Evoluzione demografica
Abitanti censiti